# Martinsyde Type A
Martinsyde Type A var ett engelskt passagerarflygplan och privatflygplan som tillverkades efter att flygplanskroppen till Martinsyde F.4 konstrureats om.
När freden efter första världskriget kom stod Martinsyde med runt 200 färdiga Martinsyde F.4 utan köpare. Efter att företaget genomförde en försäljningskampanj och lyckades exportera ett antal flygplan minskades minskades lagret av osålda flygplan. På fabriken inledde man en omkonstruktion av ett antal flygplan för att kunna sälja flygplanet till en bredare kundkrets. Man utvecklade två olika versioner av civila flygplan innan företaget tvingades i konkurs 1921.
Flygplanet var dubbeldäckat med ett fast hjullandställ under fenan fans en sporrfjäder. Piloten satt i en öppen förarkabin bakom den övre vingen. 
På Martinsyde F.4A genomfördes en mindre förändring man monterade in en extra sittbrunn, för att få fram ett privatflygplan som kunde användas till nöjesflygning och olika rekordflygningar.
På Martinsyde Type A blev förändringarna stora, på var sida av flygplanskroppen tog man upp öppningar för tre fönster samt öppningar för en rad fönster i flygkroppens ovansida. Kabinen i flygplanskroppen gav plats för fyra passagerare. Bakom kabinen fanns den öppna sittbrunnen för piloten på sin ursprungliga plats bakom den övre vingen. Totalt byggdes fyra exemplar om till Type A. Ett flygplan såldes till det nybildade Irish Air Corps, där det namngavs till The Big Fella för general Michael Collins. Tanken var att om samtalen i samband med anglo-irländska avtalet löpte fel skulle Collins snabbt kunna lämna förhandlingarna.  
Efter Martinsydes konkurs fortsatte utvecklingen av osålda Martinsyde F.4 vid Aircraft Disposal Company (ADC). Bland annat bytte man ut motorn mot en Armstrong Siddeley Jaguar och marknadsförde flygplanet under namnet Martinsyde ADC.1    

## Varianter
- Martinsyde F.4A.
- Martinsyde Type A.
- Martinsyde ADC.1